# 八大处
八大处，又称西山八大处，是指位于北京市西郊翠微山（旧称“平坡山”）、卢师山、觉山（俗称“虎头山”）三座山的八处汉传佛教寺院。现为八大处公园，地址为北京市石景山区八大处路3号。

## 简介
八大处公园是国家AAAA级旅游景区，北京市精品公园，位于北京西山山脉南麓。“八大处公园”五字为赵朴初题写。
八大处的寺庙分别建于隋、唐、明、清等时期。清代礼部尚书贵庆晚年曾隐居于此。1900年，八大处各寺庙遭八国联军破坏。1949年后，经过重修，辟为八大处公园。1957年，“西山八大处”被列为第一批北京市文物保护单位。八大处各寺庙逐渐停止宗教活动。文化大革命期间，八大处各寺庙的佛像、法物遭到严重破坏。1986年，北京市园林局将八大处公园移交给石景山区人民政府，成立了八大处公园管理处。八大处灵光寺也在1980年代恢复宗教活动，灵光寺直属中国佛教协会。2010年，北京市石景山区佛教协会成立，会址设在八大处大悲寺。
八大处公园因八刹而得名，以十二胜景著称。八大处公园冬季暖和，夏季凉爽，植被茂密。一处长安寺的白皮松，四处大悲寺的银杏，六处香界寺的白玉兰，八处证果寺的黄连木，树龄都超过600年。1980年代末，八大处公园推出八大处重阳游山会。21世纪初，八大处公园推出八大处中国园林茶文化节。2014年春节放假期间，八大处公园举办首届北京八大处公园庙会。这是八大处的庙会消失百年之后，首次恢复举办庙会。

## 景点
八大处的八处寺庙分别为：
- 长安寺（一处）
- 灵光寺（二处）
- 三山庵（三处）
- 大悲寺（四处）
- 龙王堂（龙泉庵）（五处）
- 香界寺（六处）
- 宝珠洞（七处）
- 证果寺（八处）

八大处及周边地区并非只有上述八处寺庙，而是有42座寺庙。《修建慧云禅林记》记载：“钟鼓之声相近，梵呗之韵相连。”如今，只有39座寺庙的名称流传下来。主要包括（括号内为曾用名或别名）：
- 清凉寺（卢师寺、真应寺、大天源延圣寺）
- 证果寺（感应寺、镇海寺）（八处）
- 弘德寺
- 青龙寺
- 洪福寺
- 福惠寺
- 东茶棚
- 姚家寺（圣水寺、胜水禅林）
- 嘉兴寺
- 慈因寺
- 无量寺
- 嘉禧寺
- 雾明庵（普照寺）
- 医王庙
- 永恩寺
- 化吉寺
- 常明庵
- 天宁寺
- 宝珠洞（七处）
- 关帝庙
- 香界寺（大觉平坡寺、大圆通寺、圣感寺）（六处）
- 龙泉庵（今与慧云寺合称龙王堂，五处）
- 慧云寺（今与龙泉庵合称龙王堂，五处）
- 狮云庵
- 龙广寺
- 接待寺
- 大悲寺（隐寂寺）（四处）
- 文殊院
- 护国寺
- 万佛阁
- 涌泉寺
- 三山庵（三圣庵、麻家庵）（三处）
- 灵光寺（龙泉寺、觉山寺）（二处）
- 翠微寺
- 何家庵
- 长安寺（一处）
- 韬光庵
- 隆庆庵
- 朝阳庵

中华民国期间，八大处曾有别墅30余座，现仅存孙家花园、袁氏别墅，其他别墅已改建。当时的别墅有：益寿园、方园、王家花园、兰溪别墅、虞氏别墅、刘哲别墅、洪氏别墅、幻住园、友山园、静园、堆云山庄、青厂、孙氏别墅、王氏别墅、袁氏别墅、宋氏别墅、滴翠山房、程氏别墅、孙家花园、夏园、柳溪山房、救世军游息别墅、钟氏别墅、钱氏别墅、陈氏别墅、王荫泰别墅、冯氏别墅、潜庐等。
八大处八处证果寺东山坡上还有鲍氏家祠。

## 图片

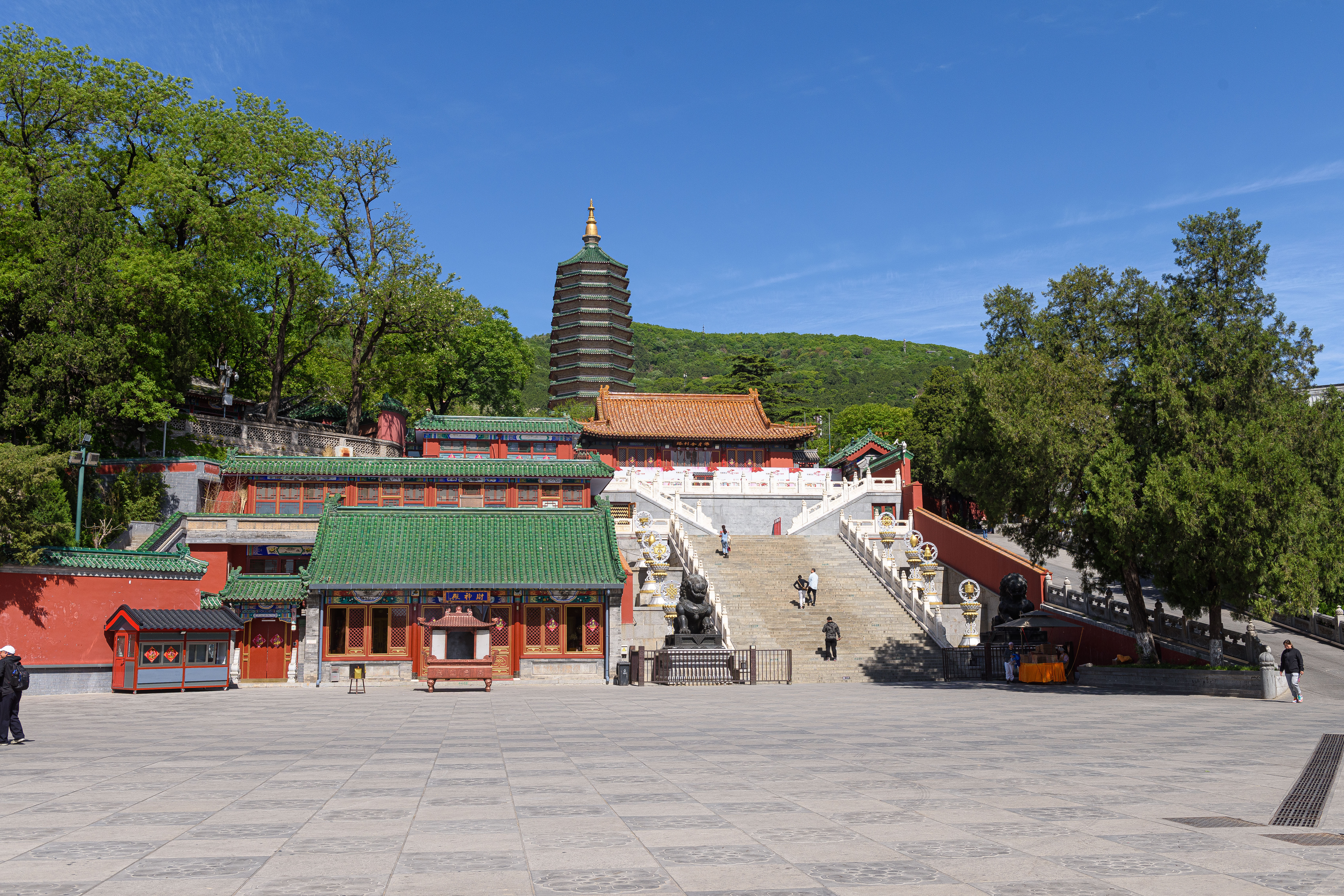
灵光寺
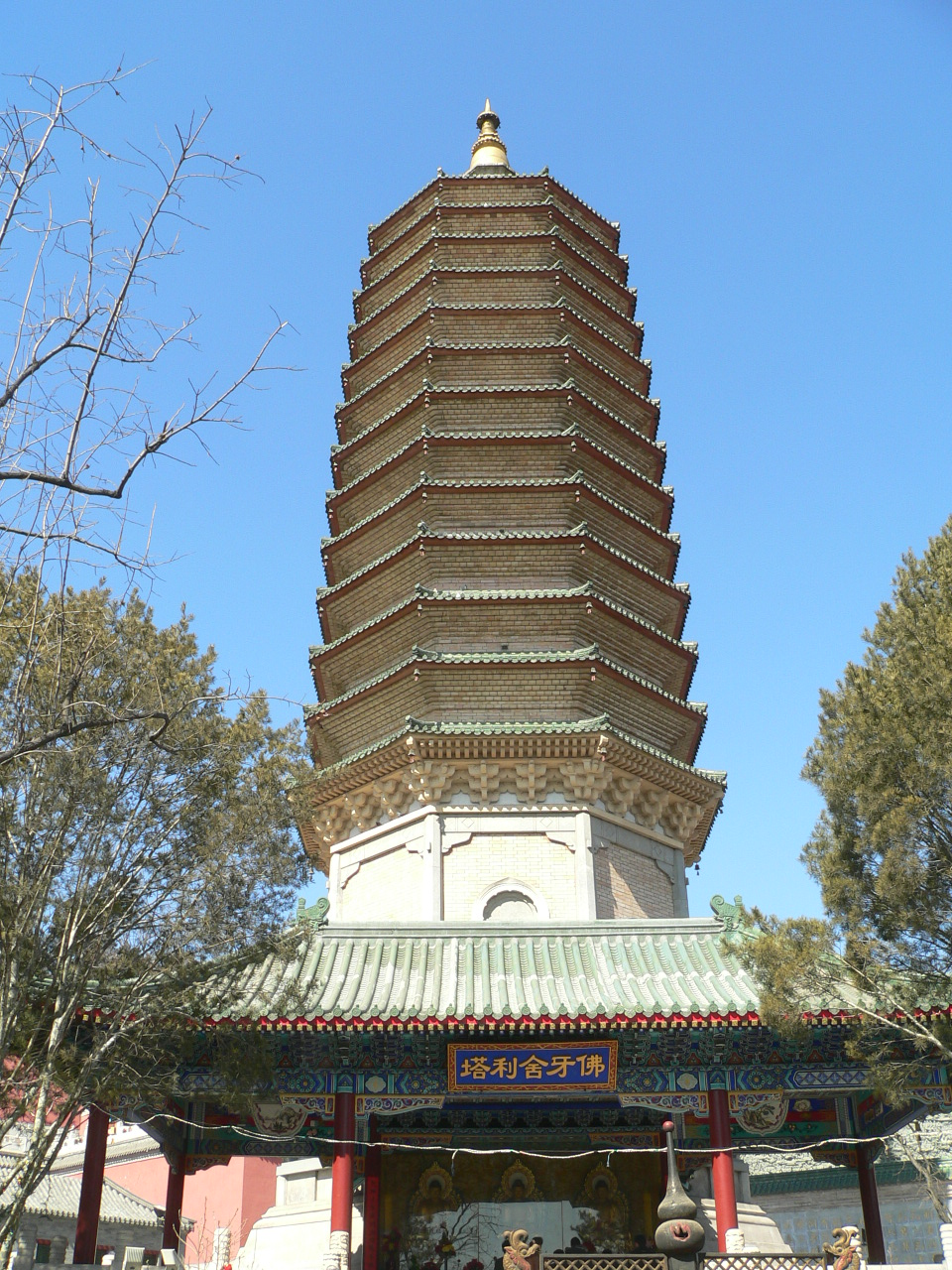
灵光寺塔
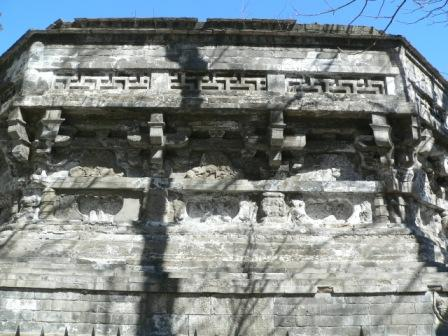
灵光寺招仙塔遗址
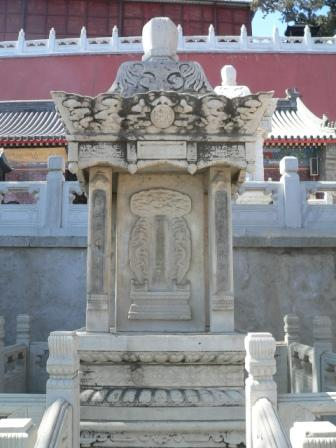
灵光寺塔院内的僧塔
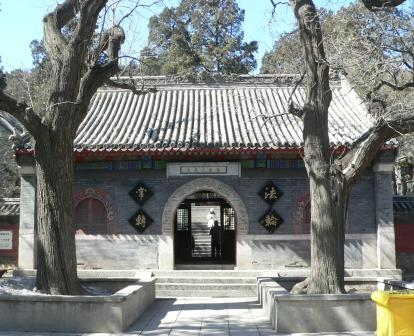
大悲寺
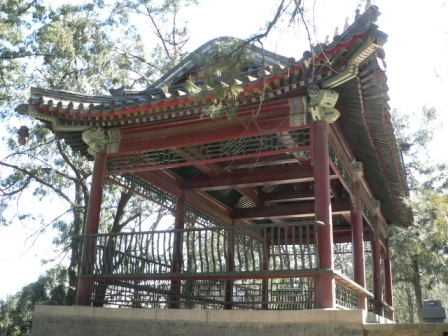
敞亭
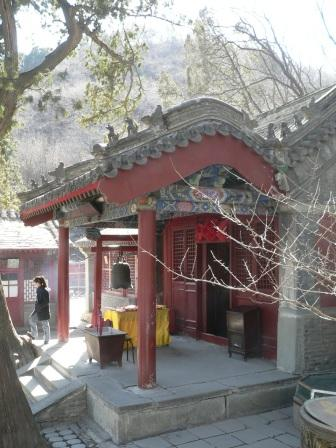
龙王堂
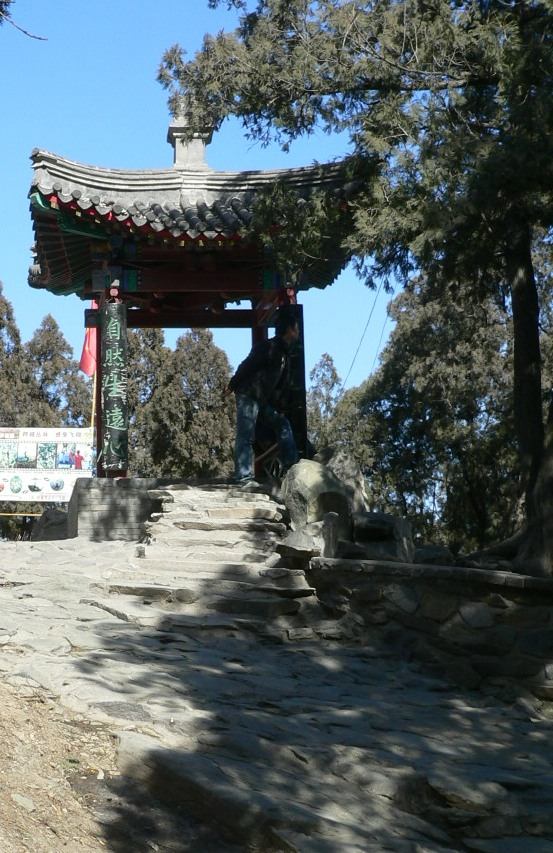
方亭
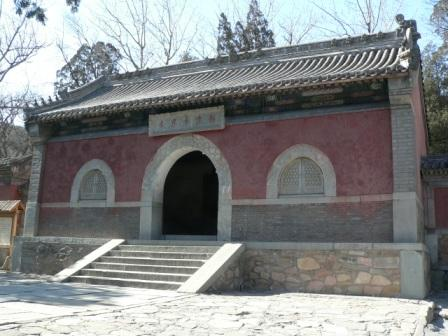
香界寺山门
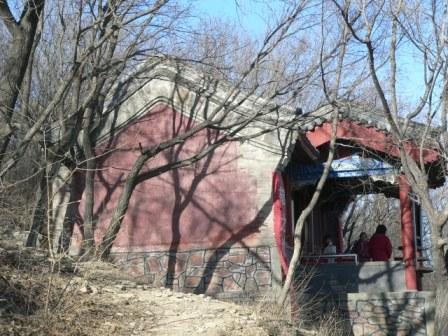
关帝庙
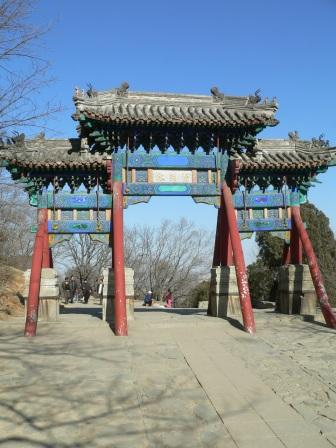
宝珠洞牌楼

## 延伸阅读
- 四平台原是寺平台，双塔邨人的新浪博客（页面存档备份，存于）